# ماري دافيدان
ماري دافيدان (بالإنجليزية: Marie Davidian)‏ هي عالمة إحصاء حيوي أمريكية معروفة بعملها في تحليل البيانات الطولية والطب الدقيق، وهي أستاذة الإحصاء المتميز في جيه ستيوارت هانتر في جامعة ولاية كارولينا الشمالية، وكانت رئيسة الرابطة الأمريكية للإحصاء لعام 2013.

## التعليم والوظيفة
ولدت دافيدان في واشنطن العاصمة، وأكملت دراساتها الجامعية في جامعة فيرجينيا في البداية في الهندسة الميكانيكية، لكنها غيرت تخصصها إلى الرياضيات التطبيقية بعد أن أصبحت مفتونة بالإحصاء في فصل دراسي يدرسه ديفيد بي هارينجتون.
أكملت درجة الدكتوراه في عام 1986 من جامعة كارولينا الشمالية في تشابل هيل، تحت إشراف ريموند جيه كارول، مع أطروحة حول تقدير دالة التباين في نماذج الانحدار غير المتجانسة (بالإنجليزية: Variance Function Estimation in Heteroscedastic Regression Models)‏.
انضمت إلى هيئة التدريس بجامعة ولاية كارولينا الشمالية في عام 1987، وتحمل أيضًا درجة أستاذًا مساعدًا في جامعة ديوك.